# Ошни
Ошни — хутор в Галанчожском районе Чеченской Республики. Входит в Моцкаройское сельское поселение.

## География
Хутор расположен на левом берегу реки Бара, к юго-востоку от районного центра Галанчож.
Ближайшие населённые пункты: на северо-западе — разв. Никарой, на северо—востоке — село Верхний Бара и хутор Отты, на юго-востоке — село Гухой и разв. Чохой.

## История
Название населённого пункта в разных источниках пишется по-разному. Например, Ахмадов Я. З., говоря о башенных постройках Терлоя, формирующих «мощные замковые и крепостные комплексы», пишет о населённом пункте Ушна (Оьшни). Иваненков, в работе посвящённой чеченским горцам, приводит в виде схемы сведения о трёх боевых башнях. В 1928—1929 годах краевед М. Акбулатов предпринял первые изыскания по регистрации археологических и архитектурных памятников Чечни, в числе прочего оставив «сведения о разрушенных в ходе Кавказской войны трех боевых башнях в Ошни». Бруно Плечке, исследовавший районы горной Чечни в конце 1927 — начале 1928 годов, отмечал, что на памятниках Оьшни присутствуют петроглифы.
В 2014 году к Оьшни была проложена автодорога, построенная «на средства выходцев из этих мест».